# Truyền hình miễn phí
Truyền hình miễn phí (tiếng Anh: Free television) là dịch vụ truyền hình mà người xem sẽ không phải trả bất kì một khoản phí nào cho nhà cung cấp dịch vụ nhưng vẫn xem được nhiều kênh truyền hình như truyền hình trả phí thông qua sóng vô tuyến của truyền hình Analog và Truyền hình số mặt đất

## Cách sử dụng và cách thức hoạt động
Thông thường, truyền hình miễn phí sẽ sử dụng ăng-ten trời hoặc trong nhà được nối qua dây cáp và kết nối đến tivi hoặc đầu set-top-box. Lúc này, ăng-ten đóng vai trò bắt sóng từ các trạm truyền hình (hoặc các đài truyền hình có các tháp phát sóng) và truyền tín hiệu hình ảnh và âm thanh về tivi hoặc đầu set-top-box để giải mã tín hiệu rồi mới hiển thị nội dung truyền phát của các kênh truyền hình lên màn hình TV